# Campeonato Sudamericano de Voleibol Femenino Sub-20 de 1992
La XI edición del Campeonato Sudamericano de Voleibol Femenino Sub-20 se llevó a cabo del 07 al 12 de noviembre en la ciudad de La Paz, Bolivia. Los equipos nacionales compitieron por un cupo para el Campeonato Mundial de Voleibol Femenino Sub-20 de 1994 a realizarse un mundial.

## Campeón
| Brasil           |
| Campeón          |
| Brasil 7º título |

## Clasificación final
| Pos | Equipo    |
| --- | --------- |
| 1   | Brasil    |
| 2   | Argentina |
| 3   | Perú      |
| 4   | Bolivia   |
| 5   | Colombia  |
| 6   | Venezuela |
| 7   | Chile     |
| 8   | Uruguay   |

| Predecesor: Argentina 1990 | Campeonato Sudamericano de Voleibol Femenino Sub-20 Bolivia 1992 | Sucesor: Colombia 1992 |

- Datos: Q2948981